# Pirofosfato de geranilo
Pirofosfato de geranilo ou difosfato de geranila (GPP) é um intermediário na via da HMG-CoA redutase usada por organismos na biossíntese de pirofosfato de farnesila, pirofosfato de geranilogeranilo, colesterol, terpenos e terpenoides.